# Girolamo Baruffaldi (gesuita)
Girolamo Baruffaldi (Ferrara, 10 luglio 1740 – Ferrara, 2 febbraio 1817) è stato un gesuita e letterato italiano, autore di vari libri di storia locale ferrarese e in particolare la biografia e le opere di Ludovico Ariosto.

## Biografia
Girolamo Baruffaldi entrò nel 1756 nella Compagnia di Gesù, destinato alla predicazione e all'insegnamento e divenne professore di retorica e di eloquenza in vari collegi in Emilia e Lombardia. Quando nel 1773 la Compagnia fu sciolta, tornò a Ferrara e divenne insegnante privato; nel 1776 fu nominato vice-prefetto della biblioteca cittadina e dopo tre anni prefetto. Da quegli anni iniziò a scrivere opere di erudizione bibliografica e di storia locale. Si dedicò in particolare a Ludovico Ariosto e alla sua bibliografia e biografia.
Nel 1803 divenne segretario perpetuo dell'Accademia Ariostea. La sua opera maggiore fu Vita di M. Ludovico Ariosto, pubblicata a Ferrara nel 1807.
Nel 1816 Baruffaldi venne nominato prefetto dell'istruzione pubblica; morì a Ferrara il 2 febbraio 1817.

## Opere
Lista parziale
- Enunciationes ex universa philosophia (1758)
- Poemetto in versi sciolti (1767)
- Vita della beata Beatrice II d'Este, Ferrara 1777
- Della tipografia ferrarese dall'anno 1471 al 1500, Ferrara 1777
- Notizie intorno Pellegrino Fulvio Morati, in Raccolta ferrarese di opuscoli, VIII, Venezia 1781, pp. 129-144,
- Della biblioteca pubblica ferrarese, commentario istorico, Ferrara 1782
- Diatriba de veteri sigillo Antonii destinati episcopi, Ferrariae 1785
- Elogia Riminaldorum doctrina et virtute spectantium disticisexpressa, Ferrariae 1786
- Notizie istoriche delle Accademie letterarie ferraresi, Ferrara 1787
- Catalogo di tutte le edizioni dell'Orlando Furioso, Ferrara, 1786
- Dei genitori di Ludovico Ariosto, Ferrara, 1803
- Vita di M. Ludovico Ariosto, Ferrara, 1807
- Delle lodi della beata Beatrice II estense, Ferrara 1810
- Continuazione delle Memorie istoriche dei letterati ferraresi, Ferrara 1811